# 社會和公共藝術資源中心
社會和公共藝術資源中心（英文：The Social and Public Art Resource Center，簡稱：SPARC）是一個位於加州威尼斯的非營利性社區藝術中心。SPARC舉辦藝術展覽，為藝術工作室和壁畫提供資金，對保護洛杉磯地區壁畫和其他公共藝術作品的起了促進作用。SPARC擁有多個社區項目和藝術家空間，包括：UCLA @ SPARC數字壁畫實驗室、「綜合」檔案、版畫工作室、藝術畫廊和加州大學洛杉磯分校的研究生課程 。

## 歷史
受奇卡諾藝術運動的影響，壁畫家和社會活動家朱迪·巴卡（仍擔任藝術總監），畫家 克裡斯蒂娜·施萊辛格（Christina Schlesinger）和電影制片人唐娜·迪奇於1976年共同創立社會和公共藝術資源中心 （SPARC）。SPARC是「全城壁畫計劃之友」的產物，當時某個社區組織，致力於支持朱迪·巴卡與洛杉磯全市壁畫計劃的合作，這是一個由城市出資的項目，力圖用壁畫來美化城牆，並轉移青年幫派受害者的興趣和精力。審查問題讓藝術家立即意識到他們需要創建一個組織來支持他們的工作。 “SPARC” 的字母縮略是有意識的選擇，因為該組織旨在激發一場身份和正義的運動。“火花”（spark）的想法是20世紀60年代the Weatherman團體第一個創意的，克裡斯蒂娜·施萊辛格受到啟發而提出。
1977年，SPARC占居住在一棟兩層的裝飾藝術建築。該建築自1929年以來一直是威尼斯監獄。唐娜·迪奇（Donna Deitch）描述說，他們最初是「闖入」監獄，接管並清理干淨，最終通過「大量的政治交涉」免費獲得。SPARC大樓設有一個畫廊，五位藝術家的工作室，一個暗室，以及朱迪·巴卡的檔案館和明娜·阿金斯（Minna Agins）的檔案館。
SPARC的第一個項目是巨幅壁畫「洛杉磯長城」，這是世界上最大的壁畫之一。他們在洛杉磯河的分流圖洪加水渠的混凝土牆上描繪了加利福尼亞的歷史場景，由數千名志願者和工人完成。 其中大約400個壁畫的工人是青少年，他們許多是少年司法系統管教的對像。
從1988年開始，SPARC承擔了一項名為「無限長城: 鄰裡的自豪」（Great Walls Unlimited：Neighborhood Pride）的項目，該項目計劃在整個洛杉磯的街區繪制了105幅壁畫。 95名藝術家被聘請創作壁畫，之後又雇佣了大約1100名年輕人作為學徒。長城項目從1988年到2003年歷時15年。
SPARC與洛杉磯壁畫保護協會，在記錄和保存壁畫方面發揮了重要作用。此外，兩個團體共同創造了一種藝術文化，將洛杉磯的壁畫視為城市藝術“收藏”的一部分。

## 當前發展
- SPARC網站擁有洛杉磯壁畫的數字圖像存檔 （目前正在開發中），以及一個討論論壇。
- SPARC接收來自不同來源的捐款，包括Blue Moon Brewing Company（英语：Blue Moon Brewing Company）等私營企業。
- SPARC大樓內的Duron畫廊用來展現具有社會意義和政治意識的藝術作品[7]。
- 黛布拉 J.T. 帕迪拉（Debra J.T. Padilla） 自1993年以來一直擔任SPARC的執行董事[1]。

## 外部連結
- Official site
- Debra J. T Padilla, Executive Director, SPARC （页面存档备份，存于） KCET Departures Venice
- SPARC's 35th Year Anniversary Celebration （页面存档备份，存于） (video)